# Lathrapanteles heleios
Lathrapanteles heleios är en stekelart som beskrevs av Williams 1985. Lathrapanteles heleios ingår i släktet Lathrapanteles och familjen bracksteklar. Inga underarter finns listade i Catalogue of Life.